# Најбољи у паклу
Најбољи у паклу (рус. Лучшие в аду) је руски, ратни, акциони филм редитеља Андреја Батова. Филм је у Русији имао премијеру 5. октобра 2022. године.  Јевгениј Пригожин се такође убраја у ауторе филма. 

## Радња филма
Јединице „белих” изводе операцију заузимања неколико објеката; њихов задатак је заузимање осматрачнице и усмеравање авиона на циљеве лоциране у непријатељској позадини. Наилазе на јак отпор „жутих” јединица, које су добро укопане у овим зградама и спремне да се боре до последњег.
Националност „белих“ и „жутих“ као и година и место битке нису назначени, међутим, претпоставља се да „бели“ представљају Вагнеров ПМЦ, а „да су жути“ заправо борци Оружаних снага Украјине.

## Улоге
- Алексеј Кравченко као "Шопот"
- Дмитриј Мурашев као "Буран", командант жутих
- Георгиј Маришин као "Ранг", митраљезац жутих
- Антон Багмет као „Ручеј“, начелник жуте артиљерије
- Владислав Демин као „Мрамор“, начелник штаба белих
- Михаил Богданов као „Шама“, митраљезац белих
- Андреј Папанин као „Абрикос“, командант беле артиљеријске батерије
- Захар Черезов као „Симон“, командант жуте резервне групе
- Сергеј Беспалов као "Локомотива", командант тенка белих

## Реакције на филм
Руска газета (рус. Российская газета): филм приказује „тешки борбени рад без улепшавања, рефлексије и лирских дигресија. У току сат и по сучељавају се до смрти тактички једнаки, бескомпромисни и генерално говорећи – слични противници – уз важну допуну да ови први имају уговор са својом матицом и савешћу, а други су, нажалост, стали на страну непријатеља. Реализам филма је врло вероватно без преседана: поред свега, филм „Најбољи у паклу“ би требало погледати макар само да би постало јасно колико физичког и менталног надљудског напора, проливеног зноја и крви изискује савремени оружани сукоб – чак и када се ради о обичној, војној операцији малих размера.“ 
Канал ТВ Реин позитивно је оценио филм, назвавши га „грубом, али ипак антиратном изјавом“. Алексеј Коростељев је и сам приметио „нешто Тарантиновско” у редитељском раду и сумирао улогу Кравченка: „Нико неће победити у овом масакру осим смрти, а о томе нам је причао један од главних „јастребова” руске владе, Путинов кувар... Јевгениј Пригожин". 